# Ілкка Нуммісто
Ілкка Нуммісто (фін. Ilkka Nummisto, нар. 24 квітня 1944, Фінляндія — пом. 29 червня 2019) — колишній фінський стронгмен, учасник змагань Найсильніша Людина Європи та неодноразовий переможець змагання Найсильніша Людина Фінляндії. Також відомий своїм вражаючим виступом на Літніх Олімпійських іграх 1968 в Мехіко. Після Олімпійських ігор брав участь у змаганні Найсильніша Людина Світу, найкращий результат - 3-тє місце.